# Morgi (Kalinowo)
Morgi – część wsi Kalinowo w Polsce, położona w województwie mazowieckim, w powiecie ostrowskim, w gminie Ostrów Mazowiecka.
W latach 1975–1998 Morgi administracyjnie należały do województwa ostrołęckiego.